# Шихалеєво
Шихале́єво (рос. Шихалеево, марій. Шихалеево) — присілок у складі Марі-Турецького району Марій Ел, Росія. Входить до складу Карлиганського сільського поселення.

## Населення
Населення — 66 осіб (2010; 59 у 2002).
Національний склад (станом на 2002 рік):
- удмурти — 59 %